# Ред и закон: Одељење за специјалнe жртве (10. сезона)
Десета сезона серије Ред и закон: Одељење за специјалне жртве је премијерно емитована на каналу НБЦ од 23. септембра 2008. године до 2. јуна 2009. године и броји 22 епизоде. Ово је последња сезона која је емитована уторком у 21:00.

## Продукција
У десетој сезони сценаристичкој екипи придружио се Данијел Трули. Постао је вокални дописник о продукцији и био је први који је изнео опаску о прикладности Ајс Тија за избор за члана главне поставе с обзиром на наводну мржњу према женама у његовој музици. Заиста је био навикнут на програме који су укључивали честе састанке са другим сценаристима и рекао је „На неки начин је мало усамљеније“ у ОСЖ-у.
Снимање епизоде "Лудило" у танчине су обрађивале сценаристи Сузан Грин и Ренди Даун. Епизода, која је снимана између 14. и 28. јула 2008. године садржи призор у ком детективи гледају снимак астронаута на Међународној свемирској станици. Да би снимили призор у бестежинском стању, Кристина Клебе је била упрегнута у каблове који су касније монтирани. Чланови производног особља појавили су се као астронаути на слици. Други призор садржао је тучу између детектива Стаблера и лика Џејмса Бролина. У овом призору коришћен је сто од балса дрвета и стакла који се ломио да би се могао лако разбити. Почетком епизоде "Лудило", детективи сазнају да су њихови докази изузети због јегуља које се хране телом. Реквизитер Ентони Мунафо споменуо је да је провео осам сати тражећи продавницу кућних љубимаца која би им продала довољно јегуља праве величине.
Каснија епизода "Пакао" осудила је активности Господње војске отпора у Уганди. Извршни продуцент Неал Бир сарађивао је са Пројектом Доста да би истинито приказао децу војнике и назвао је епизоду делом „сталне посвећености да се публици изнесу приче које одјекују благовременим друштвеним питањима“. Снимање епизоде „Пакао“ означило је прву употребу зграде Уједињених нација на лицу места у телевизијској епизоди.
Током десете сезоне, директор фотографије Џорџ Патисон изразио је жељу да настави да користи 35 mm филм. Он је рекао: „Наша серија је једна од последњих која то ради... Упркос притиску одозго да се уштеди новац, Дик Волф и наши продуценти наваљују на томе да се држе доказане формуле. Било да је напољу 100 или 0 степени, ове камере раде. И дају прелепу географску ширину у поређењу са дигиталном." Серија Ред и закон: Одељење за специјалне жртве наставила је да користи филмске камере још две године, али је на крају прешла на дигиталну у 13. сезони.

## Глумачка постава
Нова помоћница окружног тужиоца јединице Ким Грејлек коју тумачи Микајла Мекманус, почела је да се појављује на почетку сезоне. Мекманусова је рекла о улози: „Заиста је зезнуто. Овај лик има велику моћ мозга и њен речник се разликује од мог.“ Упркос томе што се појављује у уводној шпици у целој сезони, Мекманусова је напустила улогу половину сезоне. Нил Бир је објаснио да се "понекад улога и глумац једноставно не поклапају." Стефани Марч је почела поново да тумачи улогу ПОТ Александре Кабот у истој епизоди. До епизоде „Вођство“, последње појављивање Стефани Марч у улози ПОТ Кабот било је у серији Пресуда. Међутим, појавила се и у у шестој сезони у којој ју је прикаано како још увек живи у заштити сведока. На питање да ли би њен повратак у ОСЖ коначно објаснио како је изашла из програма заштите сведока, Марчова је одговорила „Мислим да ће ово бити лепо и уредно и имаће смисла“. Епизода је била посвећена преминулом члану екипе Денису Радесом.

## Улоге

### Главне
- Кристофер Мелони као Елиот Стаблер
- Мариска Харгитеј као Оливија Бенсон
- Ричард Белзер као Џон Манч
- Ајс Ти као Фин Тутуола
- Микајла Мекманус као ПОТ Ким Грејлек (Епизоде 1-15)
- Б. Д. Вонг као др. Џорџ Хуанг
- Тамара Тјуни као др. Мелинда Ворнер
- Ден Флорек као Дон Крејген

### Епизодне
- Стефани Марч као ПОТ Александра Кабот (Епизоде 15-19, 21)

## Епизоде
| Бр. у серији | Бр. у сезони | Наслов             | Редитељ           | Сценариста                                                  | Премијерно емитовање | Прод. код | Гледаоци у САД (милиони) |
| --- | ------------ | ------------------ | ----------------- | ----------------------------------------------------------- | -------------------- | --------- | ------------------------ |
| 203 | 1            | "Испитивања"       | Дејвид Плат       | Дон ДеНун                                                   | 23. септембар 2008.  | 1002      | 9.52                     |
| Детективи Бенсонова и Стаблер истражују наводе о злостављању деце када је дечак ухваћен како вози одбегли комби. Дечак објашњава како га његови хранитељи подмићују у замену за увредљиво здравствено испитивање. Док детективка Бенсон наставља да проучава његове оптужбе, она се враћа до жртве нерешеног случаја силовања. Пошто су проверили оба случаја, детективи откривају везу између њих која је сложена и упознају нову ПОТ Ким Грјелек која се брзо сукобљава са свима. Избезумљена застрашујућим сећањима на сексуални напад, Бенсонова одлучује да јој је потребна помоћ и тражи савет. |              |                    |                   |                                                             |                      |           |                          |
| 204 | 2            | "Признање"         | Артур В. Форни    | Џудит Мекрери                                               | 30. септембар 2008.  | 1003      | 10.22                    |
| Осрамоћени педофил признаје Бенсоновој да је маштао о свом младом полубрату и каже да је само питање времена када ће учинити незамисливо. Такође признаје да је гледао интернет страницу како би покушао да обузда свој педофилски нагон. Без почињеног злочина, детективи одлучују да истраже интернет страницу за педофиле која их доводи до творца. Када је Стаблер открио слику своје ћерке Елизабет на тој страници, он се обруши на човека који ју је тамо ставио и бива удаљен са дужности. Када је старији полубрат нестао, целу његову породицу ставља под истрагу. |              |                    |                   |                                                             |                      |           |                          |
| 205 | 3            | "Промена понашања" | Дејвид Плат       | Аманда Грин                                                 | 14. октобар 2008.    | 1004      | 9.40                     |
| Стаблер је позван на место провале јер новчаник провалника припада његовој ћерки Кетлин. Стаблер се потресао када је открио да му се ћерка дрогира и понаша се промискуитетно и утврђено је да Кетлин има биполарни поремећај, али она одбија да то призна. Елиот мора да се обрати својој отуђеној мајци Бернадет, пошто је и она биполарна, да сведочи на суду да је поремећај присутан у породици. Бернадет, која је поносна на своју личност, одбија да то изједначи са злочиначкним понашањем све док Бенсонова није притекла да помогне. |              |                    |                   |                                                             |                      |           |                          |
| 206 | 4            | "Лудило"           | Питер Лето        | Данијел Трули                                               | 21. октобар 2008.    | 1001      | 9.35                     |
| Позната астронауткиња је пронађена мртва, а Стаблеров стари ментор Дик Финли по коме је Стаблеров син добио име, помаже у истрази случаја. Прво верују да је жртва повезана са низом силовања, али се појављују и други осумњичени који су ближи свемирском програму. Опседнути обожавалац је испитан, али је пуштен и убрзо улази у пуцњаву са Диком. Стаблер постаје сумњичав према Дику пошто он стално скреће пажњу са себе и сазнаје за Дикове тежње да оде у свемир. |              |                    |                   |                                                             |                      |           |                          |
| 207 | 5            | "Ретровирусно"     | Питер Лето        | Синопсис: Џонатан Грин Сценарио: Џошуа Кочев и Џонатан Грин | 28. октобар 2008.    | 1005      | 9.20                     |
| Када је пронађена беба са узнапредовалом СИДА-ом, Бенсонова и Стаблер су позвани да истраже зашто би неко оставио бебу да се не лечи од ХИВ-а. Дошли су до веома неетичког лекара који пориче СИДА-у и верује и учи да ХИВ не изазива СИДУ и нуди алтернативне начиане за лечење ХИВ-а. Они траже још породица које су биле под његовим утицајем и дошли су до извесне породице чија је млађа ћерка умрл а од СИДА-е што доводи у питање мајку и сина. |              |                    |                   |                                                             |                      |           |                          |
| 208 | 6            | "Новорођенчад"     | Дејвид Плат       | Данијел Трули                                               | 11. новембар 2008.   | 1006      | 9.42                     |
| Истрага о горућој смрти тинејџера бескућника води Стаблера и Манча у католичку средњу школу где матурант признаје злочин. Он признаје јер је мислио да му је сестру силовао мушкарац, док су, што је истина, његова сестра и њене другарице склопиле пакт о трудноћи и вољно имале секс да би затруднеле. Једна од тих другарица је касније пронађена мртва наизглед се убивши након што ју је љута мајка узнемиравала на интернету. Грејлекова подиже оптужницу против ње која је опасно близу кршења прве допуне, али се на крају открива да је девојку убио њен дечко из љубоморе. |              |                    |                   |                                                             |                      |           |                          |
| 209 | 7            | "Дивљина"          | Питер Лето        | Мик Бетанкорт                                               | 18. новембар 2008.   | 1008      | 10.18                    |
| Жена са Спиксовом аром (угрожена врста птице) у торбици пронађена је мртва и утврђено је да јој је ране нанео тигар. Хип хоп уметник коме детективи коме детективи улазе у траг помаже Стаблеру да се убаци у ланац за кријумчарење животиња који води злогласни убица. Обиље тајног рада почиње да угрожава не само Елиотов брак већ и његов живот када је Бенсонова потценила опасност у којој се налази и он бива упуцан. Током планиране продаје угроженог гибона, Бенсонова свети свог ортака хапшењем кључног члана ланца кријумчарења за којег се испоставило да је орган реда на тајном задатку. |              |                    |                   |                                                             |                      |           |                          |
| 210 | 8            | "Особа"            | Хелен Шејвер      | Аманда Грин                                                 | 25. новембар 2008.   | 1009      | 8.55                     |
| Жена се крије у уличици након тврдњи да ју је муж злостављао и силовао. Бенсонова ју је натерала да пријави злостављање, али она се повукла, а онда ју је муж убио. Док решава овај злочин, Бенсонова упознаје женину старију сусетку Лини и наилази на још један случај породичног насиља и убиства. Открива се да је Лини била умешана у насилну везу све док није убила свог бившег мужа и побегла из притвора под надзором тадашње ПОТ Донели. Пошто је понижена, Донелијева се враћа у окруно тужилаштво да тражи максималну казну. Међутим, након што се Бенсонова заузела за Лини, Донелијева је дирнута разлогом за женино бекство – Лини је била застрашена јер је Донелијева била снажна жена каква она никада није могла да буде. Линин муж одлази након што је чуо за њен двоструки живот.                                                                                  |              |                    |                   |                                                             |                      |           |                          |
| 211 | 9            | "ПППС"             | Ерик Ла Сејл      | Џудит Мекрери                                               | 2. децембар 2008.    | 1007      | 10.31                    |
| Бенсонова и Тутуола из прве руке виде како се поступа са женама у војсци када су одговорили на пријаву убиства трудне војникиње коју је силовао један од њених колега војника у Ираку. Њих двоје проналазе осумњиченог и уверавају се у његову кривицу, али Грејлекова се суочава са потешкоћама када је војников надређени запретио да ће затворити њихову истрагу. Бенсонова открива нове доказе и прави силоватељ је откривен заједно са својом женом која је починила убиство. Током поступка, Бенсонин претходни сексуални напад буди болна сећања. |              |                    |                   |                                                             |                      |           |                          |
| 212 | 10           | "Олош"             | Крис Ајер         | Кам Милер                                                   | 9. децембар 2008.    | 1010      | 10.93                    |
| Жена је пронађена како лута Риверсајдским парком претучена и силована и не сећа се шта се догодило. Бенсонова открива да је на дан када је требало да лети ван земље она отишла из ваздушне луке са непознатим човеком. Овај човек је препознат и даљим испитивањем детективи проналазе почетничке порнографске видео снимке са темом силовања на његовом рачунару. Стаблер и Бенсонова траже оптужујуће доказе, али свака од његових жртава са видео записа пати од губитка памћења од напада због употребе дрога за силовање. Покушавајући да уђу у траг другим женама на видео снимцима, детективи морају поново да обавесте сваку жртву напада да би добили њено сведочење. Борећи се да сваку жртву подсети на силовање, Бенсонова мора да се суочи са чињеницом да и даље размишља као жртва, како би добила сведочење једне жртве посебно која може заувек да уклони силоватеља. |              |                    |                   |                                                             |                      |           |                          |
| 213 | 11           | "Странац"          | Дејвид Плат       | Дон ДеНун                                                   | 6. јануар 2009.      | 1011      | 10.64                    |
| Тинејџерка се неким чудом вратила кући својим родитељима пошто је пријављен нестанак пре више од четири године. Непрепознатљива за своју породицу, она говори Бенсоновој и Стаблеру о цементној ћелији у којој је провела последње четири године као сексуална робиња и о свом срећном бекству. Једној од сестара лакнуло је када ју је видела након што је покренула интернет страницу којом тражи савете за потрагу, али друга изгледа иживцирана због њеног повратка. У потрази за тајанственим отмичарем, Бенсонова и Стаблер возе жртву по граду како би јој помогли да пробуди било каква сећања на своју отмицу. Како постаје јасно да се одговори које добију не поклапају, детективи проналазе откривајуће доказе који их наводе да доводе у питање причу о отмици. Када су пронашли девојчициног злостављача,они су открили да истина није ништа мање узнемирујућа.           |              |                    |                   |                                                             |                      |           |                          |
| 214 | 12           | "Стакленик"        | Питер Лето        | Чарли Дејвид                                                | 13. јануар 2009.     | 1012      | 9.66                     |
| Када је тело четрнаестогодишње девојчице пронађено како плута реком Хадсон, Бенсонова и Стаблер мисле да су је у земљу прокријумчарили сексуални трговци. Тутуола открива њен изузетан академски успех и сумња да је то имало везе са њеним убиством. Детективи сазнају да девојчицин отац користи насиље да примора њихову другу ћерку да непрестано учи, а њихова мајка се плаши да га спречи. Испоставило се да је убица средњошколка која је опседнута тиме да задиви своју мајку. Олакшавајуће околности долазе у обзир када је ОСЖ открио да је патила од недостатка сна и да је попила прекомерну количину лекова који се користе за лечење АДД-а. |              |                    |                   |                                                             |                      |           |                          |
| 215 | 13           | "Отета"            | Дејвид Плат       | Мик Бетанкорт                                               | 3. фебруар 2009.     | 1013      | 10.31                    |
| Када је млада девојка отета, девојчицина мајка одмах упућује Бенсонову и Стаблера у правцу свог бившег мужа, недавно пуштеног на условну слободу. Покриће бившег робијаша се проверава, али Стаблер и Тутуола сазнају да је његов таст велики лопов са много непријатеља. Када су се суочили са старцем, детективи откривају да он болује од Алцхајмерове болести и уз помоћ др. Хуанга успевају да споје трагове који их доводе до сумњивог савезника. |              |                    |                   |                                                             |                      |           |                          |
| 216 | 14           | "Прелази"          | Питер Лето        | Кен Сторер                                                  | 17. фебруар 2009.    | 1014      | 9.45                     |
| Када је један мушкарац пронађен тешко претучен на паркингу стриптиз клуба, лажни нокат наводи детективе да верују да је нападач женско. Жртва се буди у болници и не сећа се ничег што се догодило, али скреће пажњу на своју бившу жену и њихову тринаестогодишњу трансродну ћерку. Она не крије да је мрзела свог оца јер је није прихватио као девојчицу због чега детективи сумњају на њу као и на њеног трансродног дечка. На крају је откривено да је починитељка психологиња која има своја болна сећања у вези са родним идентитетом. |              |                    |                   |                                                             |                      |           |                          |
| 217 | 15           | "Олово"            | Дејвид Плат       | Џонатан Грин                                                | 10. март 2009.       | 1015      | 11.03                    |
| Педијатар је проглашен кривим за сексуално злостављање четири своја болесника. Али када су Стаблер и Бенсонова отишли да га испитају у вези са тужбом, проналазе га убијеног у његовом стану. Док чекају да се Грејлекова појави на месту догађаја, детективи су изненађени када су сазнали да је она пребачена и да ју је заменила ПОТ Александра Кабот која више није у заштити сведока. Стаблерова и Бенсонина истрага доводи до заосталог сина богатих родитеља који је ухапшен због убиства. Док суђење траје, детективи откривају да је његов интелектуални недостатак узрокован тровањем оловом и његовим склоностима према производима кинеске производње. |              |                    |                   |                                                             |                      |           |                          |
| 218 | 16           | "Балерина"         | Питер Лето        | Данијел Трули                                               | 17. март 2009.       | 1016      | 10.58                    |
| Када су Бенсонова и Стаблер стигли на поприште једног убиства, они откривају још два мртва тела и повезују једно од њих са стриптиз клубом у власништву бившу чланицу балетског састава "Ракете". Она и њен нећак Чет покушавају да помогну у истрази, али када је насилни муж и главни осумњичени за три убиства изненада умро, детективи сумњају да је балерина можда црна удовица. |              |                    |                   |                                                             |                      |           |                          |
| 219 | 17           | "Ђаво"             | Дејвид Плат       | Аманда Грин                                                 | 31. март 2009.       | 1017      | 9.34                     |
| Млада девојка пронађена је у уличици са посекотином на вратуи доказима о поновљеном силовању и физичком злостављању. На захтев да опише силоватеља, она црта слику ђавола. Док Манч истражује, екипа упознаје свештеника девојчициног усвојитеља који је спасио њу и њеног пријатеља из Господње војске отпора. Један од његових озлоглашених чланова, познат по врбтовању деце војника, осумњичен је да је нападач девојчице. |              |                    |                   |                                                             |                      |           |                          |
| 220 | 18           | "Пртљаг"           | Крис Зала         | Џудит Мекрери                                               | 7. април 2009.       | 1018      | 9.08                     |
| Када је надобудна уметница свирепо убијена у свом стану, Тутуола и Стаблер повезују њену смрт са још једним нерешеним случајем убиства. Док настављају са случајем, схватају да ова два убиства имају упадљиве сличности са низом убистава тајанственог низног убице које главни детектив Виктор Моран прати месецима. Моран се бори да задржи контролу над случајем док се Тутуола и Стаблер боре да пронађу убицу. |              |                    |                   |                                                             |                      |           |                          |
| 221 | 19           | "Себичлук"         | Дејвид Плат       | Мик Бетанкорт                                               | 28. април 2009.      | 1019      | 10.23                    |
| Када је једна жена пријавила нестанак своје 11-месечне унуке, детективи сумњају да је девојчицину убила мајка. Међутим, детективи откривају да је беба заиста умрла од морбила јер је друга мајка одбила да вакцинише свог сина. Када је Каботова извела јеванђелистичку мајку на суђење, она је проглашена невином за убиство из нехата што је навело бебиног деду да преузме закон у своје руке. |              |                    |                   |                                                             |                      |           |                          |
| 222 | 20           | "Судар"            | Питер Лето        | Џонатан Грин                                                | 5. мај 2009.         | 1020      | 9.79                     |
| Средњошколка је пала низ степенице па у кому. ОСЖ када је преглед лекара откро знаке физичког злостављања. Када се пробудила, девојка је одбила да именује свог нападача, иако детективи већ имају двојицу осумњичених: девојчиног дечка и самопроглашеног „штребера“ који драми и који је заљубљен у њу. Узрујана, тужитељка породичног суда убеђује Бенсонову да користи секстинг као изговор за хапшење због дистрибуције дечје порнографије. Суочена са овим ултиматумом и уз помоћ Стаблерове ћерке Кетлин, жртва признаје да ју је дечко злостављао. Након тога, детективи планирају операцију против пристрасног судије и њеног службеника након што нису могли да учине да оптужбе за дечју порнографију нестану. |              |                    |                   |                                                             |                      |           |                          |
| 223 | 21           | "Слободе"          | Хуан Џ. Кампанела | Дон ДеНун                                                   | 19. мај 2009.        | 1021      | 6.73                     |
| Када је једна жена тражила да се њеном бившем дечку врати забрана приласка, судија коме је додељен случај има нешто друго на памети. Ради мира, судија Келер тражи од Стаблера да испита осуђеног низног убицу о томе где се налази тело његовог сина што даје нови обрт случају. |              |                    |                   |                                                             |                      |           |                          |
| 224 | 22           | "Зебре"            | Питер Лето        | Аманда Грин и Данијел Трули                                 | 2. јун 2009.         | 1022      | 11.34                    |
| Туристкиња је пронађена мртва у Централном парку са исписаном речју "крива" на челу. Уз помоћ крим-техничара Дејла Стакија, Бенсонова и Стаблер откривају да је поремећени бивши уметник био у парку током злочина. Они га хапсе, али нису могли да одрже оптужбу због административне грешке Стакија. Манч и Тутуола покушавају да прате главног осумњиченог до Кониног острва и откривају још једно мртво тело након што су изгубили осумњиченог. У почетку претпостављају да је њихов жиг побегао и починио убиство, међутим каснија убиства и напади им говоре да се дешава нешто много злокобније. |              |                    |                   |                                                             |                      |           |                          |